# Homo habilis
Homo habilis (ili Australopithecus habilis) je vrsta iz tribusa hominina, koja je živjela tijekom gelasija u pleistocenskom razdoblju, prije oko 2,33 do 1,44 milijuna godina. Iako među stručnjacima postoje nesuglasice oko klasificiranja ove vrste u rod Homo ili u rod Australopithecus, njegov volumen mozga iznosi 550 cm3 do 687 cm3, umjesto 363 cm3 do 600 cm3 kao što se prije mislilo. Ova novija otkrića koja dokazuju veći volumen mozga svrstavaju ga u rod Homo.
Po izgledu i morfologiji, Homo habilis je vrsta roda Homo koja je najmanje nalik modernom čovjeku (osim jednako kontroverznog Homo rudolfensisa), i njegova je klasifikacija kao Homo bila predmetom debate među stručnjacima još od prvog prijedloga klasifikacije 1960-ih. Homo habilis je bio nizak s neproporcionalno dugim gornjim udovima u odnosu na modernog čovjeka. Imao je, međutim, manje izbočeno lice od australopiteka od kojih se vjeruje da je potekao. Njegov volumen lubanje bio je nešto manji od polovice volumena modernih ljudi. Usprkos tjelesnoj morfologiji sličnoj sadašnjim majmunima, u blizini ostataka Homo habilisa vrlo često je otkriveno primitivno kameno oruđe kao npr. u klancu Olduvai u Tanzaniji i u blizini jezera Turkana u Keniji).
Homo habilis se oduvijek smatrao pretkom gracilnog i više sofisticiranog Homo ergastera, od kojeg se pak razvio Homo erectus izgledom sličniji modernom čovjeku.  Čini se da novija otkrića iz 2007. godine potvrđuju da su Homo habilis i Homo erectus živjeli u istom vremenskom razdoblju, stoga predstavljaju odvojene evolucijske linije koje dijele zajedničkog pretka. Homo erectus, stoga, nije evolucijski potomak Homo habilisa. Alternativno objašnjenje bi moglo biti da je odnos Homo habilisa prema Homo erectusu bio kladogenetski a ne anagenetski, tj. moguće je da je manja izolirana populacija Homo habilisa postupno evoluirala u Homo erectusa, dok je opća populacija H. habilisa ostala nepromijenjena do kasnijeg izumiranja.

## Otkriće
Različita otkrića fosila Homo habilisa dokazuju da je njegov moždani volumen bio oko 640 cm³, dakle 50% veći od pripadnika roda australopiteka, ali bitno manji od 1350 – 1450 cm³ moždanog volumena modernog Homo sapiensa. Ovi su hominini bili niži od modernih ljudi, prosječna im je visina bila 1,3 metar. Zbog manje tjelesne građe i relativno primitivnih morfoloških karakteristika, mnogi su paleoantropolozi (među njima i Richard Leakey) predložili da se ova vrsta taksonomski reklasificira kao "Australopithecus habilis" isključivši ga tako iz roda Homo.

### KNM ER 1813
KNM ER 1813 je gotovo u potpunosti očuvana lubanja procijenjene starosti od 1,9 milijuna godina, otkrivena 1973. na lokalitetu Koobi Fora u Keniji. Volumen lubanje je 510 cm³.

### OH 7
OH 7 je fosil star 1,75 milijuna, kojeg su otkrili Mary i Louis Leakey 4. studenog 1960. u klancu Olduvai u Tanzaniji. Radi se o donjoj čeljusti sa svim očuvanim zubima. Sudeći po dimenzijama zubiju, znanstvenici su procijenili da je ova vrlo mlada jedinka imala moždani volumen od 363 cm³. Pronađeno je također više od 20 fragmenata lijeve ruke.

### OH 24
OH 24 (poznata po nadimku Twiggy) je grubo deformirana lubanja procijenjene starosti od 1,8 milijuna godina, otkrivena u rujnu 1968. u klancu Olduvai u Tanzaniji. Moždani volumen je nešto manji od 600 cm³, a prisutna je i smanjena izbočenost lica u odnosu na jedinke primitivnijih australopiteka.

### KNM ER 1805
KNM ER 1805 je fosil odraslog Homo habilisa koji se sastoji od tri fragmenta lubanje procijenjene starosti od 1,74 milijuna godina, pronađenih na lokalitetu Koobi Fora u Keniji. U prošlosti se pretpostavljalo da ovi ostaci pripadaju Homo erectusu na temelju manjeg stupnja prognatizma i općeg oblika lubanje.
Ostala važna otkrića obuhvaćaju fosilne ostatke OH 62 uključivši i kosti gornjih i donjih udova, koje je otkrio Donald Johanson i Tim White u klancu Olduvai 1986. godine. Njihovo je otkriće svojevremeno potaknulo diskusije među znanstvenicima. Jedno starije otkriće (1963.) kojeg je u klancu Olduvai otkrio N. Mbuika obuhvaća fragment donje čeljusti, zub i gornju čeljust vjerojatno ženke Homo habilisa, datirano na 1,7 milijuna godina starosti.

## Interpretacija
Vjeruje se da je Homo habilis za vrijeme donjeg paleolitika ovladao izradom i uporabom prvog kamenog alata (tzv. oldovanska kultura) sačinjenog od kamenih krhotina. Ove su kamene krhotine bile složenije od bilo kakvog ranije korištenog alata, što je Homo habilisu davalo veću prednost u preživljavanju u neprijateljskom okruženju od bilo kojeg drugog primata. Još je uvijek kontroverzno, je li Homo habilis bio prvi hominid koji je ovladao izradom kamenog alata, pošto su fosilni ostaci Australopithecusa garhi datirane starosti od 2,6 milijuna godina pronađeni u blizini kamenog alata, dakle najmanje 100 000 do 200 000 godina prije Homo habilisa.
Većina stručnjaka tvrdi da je inteligencija i organiziranost zajednice Homo habilisa bila puno složenija i više sofisticirana u odnosu na australopiteke ili čimpanze. Usprkos sustavnom korištenju alata, on nije bio vrsni lovac kao što su to bili kasniji pripadnici roda Homo i sudeći po fosilinim dokazima, često je bio žrtvom grabežljivaca, kao npr. Dinofelisa, velike mačke sabljastih zubiju veličine jaguara.
Koristio je kameni alat uglavnom za rezanje i otkidanje mesa i lomljenje kosti s lešina uginulih životinja, više nego za samoobranu i lov. Pretpostavlja se da je on predak višeg i sofisticiranijeg Homo ergastera, iz kojeg se pak kasnije razvio Homo erectus. Još uvijek traje diskusija je li Homo habilis izravni predak modernog čovjeka i da li se svi poznati fosili ove vrste uistinu mogu klasificirati kao Homo habilis.
Homo habilis je koegzistirao s drugim dvonožnim primatima sličnih pripadnicima roda Homo, kao npr. Paranthropus boisei, mnogi od kojih su prosperirali tisućama godina. Međutim, on je postao začetnikom cijele jedne nove evolutivne linije od koje su se razvile nove vrste, vjerojatno zahvaljujući mogućnosti uporabe kamenog alata i manje specijalizirane dijete, dok su Paranthropus boisei i robustni australopiteci izumrli. Homo habilis je u Africi koegzistirao s Homo erectusom kroz vremenski period od 500 000 godina.
Evolucijski biolog Jeremy Griffith je povukao paralelu između Homo habilisa i psihološkim razvojem modernih ljudi kao manifestaciju Haeckelove teorije da je ontogeneza ubrzana rekapitulacija filogeneze. On tvrdi da postoje elementi da Homo habilis odgovara razvoju ranog adolescenta (12-13 godina starosti) kod modernog čovjeka.

## Unutarnje poveznice
- Evolucija čovjeka
- Popis čovječjih evolucijskih fosila

## Vanjske poveznice
- Archaeology Info  Arhivirana inačica izvorne stranice od 26. svibnja 2011. (Wayback Machine), pristupljeno 6. travnja 2014.
- MNSU[neaktivna poveznica], pristupljeno 6. travnja 2014.
- Homo habilis - The Smithsonian Institution's Human Origins Program, pristupljeno 6. travnja 2014.
- BBC:Food for thought, pristupljeno 6. travnja 2014.